# Michał Nogaś
Michał Nogaś (ur. 1978 w Radomiu) – polski dziennikarz, w latach 2000–2016 związany z Programem III Polskiego Radia, 2020-2024 z Radiem Nowy Świat. Od lutego 2024 wicedyrektor Programu III Polskiego Radia.

## Życiorys
Wraz z Wojciechem Włodarczykiem przygotowuje cykliczny program „Tym żył świat”, będący prezentacją najważniejszych wydarzeń współczesnego świata, na podstawie radiowych zasobów archiwalnych.
W Trójce zajmował się kulturą. Był kierownikiem Redakcji Publicystyki. Współtworzył Radiowy Dom Kultury. W piątkowe poranki rozmawiał na antenie z Wojciechem Mannem o nowościach książkowych. Współpracował z Tygodnikiem Powszechnym.
W październiku 2009 został – na dwuletnią kadencję – członkiem radiowej Grupy ds. Kultury EBU. Jest pierwszym w historii dziennikarzem Polskiego Radia powołanym do tego grona. Wybrany został ponownie w roku 2011.
Odszedł z radiowej Trójki z końcem października 2016 roku. W latach 2016–2024 prowadził cykle wideo o literaturze w serwisie internetowym Gazety Wyborczej, pracował również jako dziennikarz w dziale kultura, był współprowadzącym „8:10. Podcast Gazety Wyborczej”. Od 2020 do 2024 był też dziennikarzem Radia Nowy Świat. W lutym 2024 powrócił do Programu III Polskiego Radia obejmując stanowisko wicedyrektora rozgłośni.
Autor książki Z niejednej półki, zbioru rozmów z pisarkami i pisarzami z całego świata (m.in.: Mario Vargas Llosa, Margaret Atwood, Olga Tokarczuk, Annie Proulx, Swiatłana Aleksijewicz, Dorota Masłowska, Wiesław Myśliwski; wyd. Agora 2020).